# Ульи (группа)
Ульи  — российская инди-группа из Москвы.

## История
Группа была создана в 1997 году в Москве. Первый состав: Владимир «Wawan» Родионов (гитара, вокал, автор песен), Константин Савельевских (бас), Алексей Сахаров (барабаны). В 1998 группа выпустила альбом «Шоубизнес в бреду».
В 1998 году в группу пришел клавишник Александр «Фукс» Фуковский и группа начала экспериментировать с звучанием. Результатом этих экспериментов стал альбом «Сидим культурно отдыхаем» (1999). Также в альбоме появились речитатив и женский вокал.
В 1999 году голландский режиссёр Ян Куипер снял документальный фильм о московском рок-андеграунде, одними из трёх героев которого стала группа «Ульи».
В 2000 году группа подписала контракт с Feelee Records и записала новый альбом «Бытовуха+» в петербургской студии «Добролёт», саунд-продюсером выступил Андрей Алекринский, известный по работе с «Кирпичи», «Король и Шут», «Пилот». В 2000-х годах артисты гастролируют по стране, выступают на таких фестивалях как «Нашествие», «Крылья». В конце 2000 года «Ульи» покинул басист Костей Савельевских, на смену которому пришла Дарья Давыдова, известная по группе «Плед» (в дальнейшем также «СЛОН», «Приключения Электроников»).
В 2001 коллектив покинул клавишник Александр Фуковский, которого заменил гитарист Максим «Шар» Боронин.
К 2003 году «Ульи» покинули Дарья Давыдова и барабанщик Алексей Сахаров. Место за ударными занял Макс «Megadrummer» Кузниченков.
В обновлённом составе Ульи записали альбом «Электричка на Марс» (2004) совместно с группой «Элизиум». На этом диске две группы перепевают песни друг друга.
В 2006 Ульи выпустили альбом «Математика жизни» и уходят в творческий отпуск. В этот период группа снова активно гастролирует, а место бас-гитариста занимает легендарный Николай Богданов (Наив, Фантастика, Радио ЧаЧа и др).
В 2012 году Владимир Родионов и Александр Фуковский возродили группу. К ним присоединился Игорь «Гарри» Коваль-Молодцов. В таком составе коллектив первый раз появляется на сцене в рамках 25-летия группы НОМ весною 2012 в Москве. Вскоре на место барабанщика пришел Роман Баранюк («Агата Кристи»). Группа дала несколько концертов и начала готовить новый альбом. В мае 2013 года на фестивале KUBANA «Ульи» представили новую пластинку «Однообразие убивает».
В 2014 году «Ульи» вновь покинул с Александром Фуковским. В том же году в группу вернулся Дмитрий «Пантелей» Пантелеенко.
В 2015 году группу покинул Пантелей и пришли два новых музыканта — Сергей «Механик» Миланин (Cabernet Deneuve, Chattanooga Ska Orchestra, Ландышы) и Антон «Фигура» Серебрянников.
В 2016 году группа выпустили концертный альбом «Они всегда возвращаются» с песнями из разных периодов.

## Состав

### Состав 2016-го года
- Владимир Родионов — гитара, вокал
- Сергей «Механик» Миланин
- Антон Серебрянников
- Иван Москвин
- Евгений Кончаков — ударные

## Дискография

### Студийные альбомы
- Шоубизнес в бреду (1998 LP)
- Сидим Культурно Отдыхаем (1999 LP)
- Бытовуха+ (2000 LP)
- Электричка на Марс (2004 LP) — биосплит Ульи и Элизиум
- Математика жизни (2006 LP)
- Однообразие убивает (2013 LP)
- Гарик (2015 SP)

### Видеоклипы
- 1998 — Валидол
- АндеRграунд
- Открыл окно
- Мелькают города
- Она Танцует
- Гарик